# Aprendizagem social
A aprendizagem social traduz-se na capacidade de reproduzir um comportamento observado. Este tipo de aprendizagem distingue-se de outros tipos de aprendizagem por assentar na imitação e, portanto, no fato de que sem ela tais comportamentos dificilmente seriam apreendidos.
A Teoria da aprendizagem social, também conhecida como Teoria Social Cognitiva, proposta por Albert Bandura, é considerada uma extensão do condicionamento operante, aplicado com esses termos por muitos pesquisadores e profissionais. O conceito baseia-se na premissa de que a Aprendizagem pode ocorrer por meio de experiências diretas, isto é, através de experiências e modelos de observação do comportamento de outros indivíduos e das recompensas que estes recebem.
Além de seu foco na aprendizagem por meio da observação, a teoria afirma que os indivíduos podem reforçar ou punir seus próprios comportamentos.

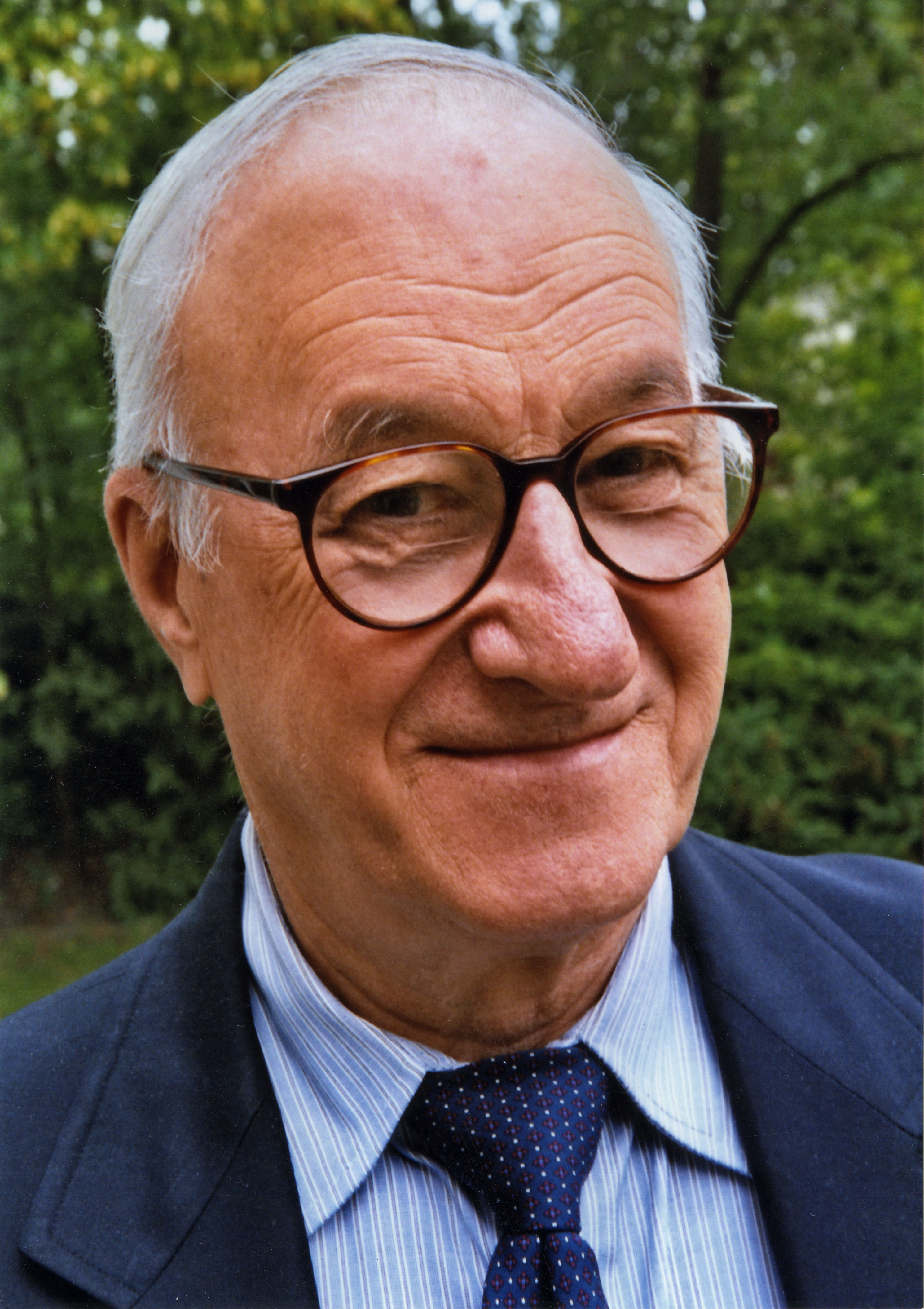
Albert Bundura, professor de psicologia que propôs a Teoria da Aprendizagem Social.

Segundo Pervin e John (2004), a Teoria Social Cognitiva enfatiza não apenas eventos externos, mas, também, eventos internos. Para Bandura, as contingências modelam as pessoas como também – eis aqui o diferencial em relação a Skinner – as pessoas modelam as contingências do ambiente; é o que acontece no processo de determinismo recíproco. Há uma ênfase não apenas no comportamento, mas na cognição e emoção, enfatizando a relação pensamento, sentimento e comportamento.

## História e base da teoria
Em 1940, B. F. Skinner compartilhou uma série de conhecimentos de forma verbal sobre o comportamento, colocando mais ênfase no assunto psicologia da época. Na época, ele propôs o uso de teorias de estímulo-resposta para descrever o uso da linguagem e o desenvolvimento, e que todos os comportamentos verbais são sustentados por condições de operação. Ele entretanto mencionou que algumas formas de linguagem derivam de palavras e sons que já haviam sido ouvidos, e que foram reforçados para a forma "permitida" que virou compreendida. Enquanto ele negava que existisse alguma "Instintitva e facultativa imitação", a teoria do comportamento de Skinner formou a base para o desenvolvimento da Teoria da Aprendizagem Social.
Ao mesmo tempo, Clark Lewis Hull, um psicólogo Americano defensor de teorias estímulo-resposta, gerenciava um grupo do instituto de relações humanas da Universidade de Yale. Sob sua direção, Neil Miller e John Dollard buscaram reinterpretar a teoria psicoanalítica sob termos de estímulo-resposta. Isso levou ao livro da Teoria da Aprendizagem Social publicada em 1941, que diz que a personalidade consiste em hábitos de aprendizado. Eles usaram a teoria de Hull, destacando a imitação como uma pulsão prevalente.
Julian B. Rotter, um professor da Universidade de Ohio, publicou um livro chamado Teoria social e Psicologia clinica em 1954. A teoria dele moveu com a ideia que o comportamento são aprendizados do passado, e considerou além da interação entre indivíduos e o ambiente. Na teoria dele, a personalidade dos indivíduos criou probabilidade de comportamento, e de reforço com os comportamentos para aprendizado. Ele enfatiza que esse objetivo da natureza e da eficiência dos tipos de reforço. Enquanto essa teoria usa o o vocabulário comum do comportamento, ele foca na função e diferenciação das teorias, o que aparenta ser um precursos de mais cognitivas e apostas de aprendizado.
Em 1959, Noam Chomsky publicou sua crítica do livro de Skinner. Na sua resenha, Chomsky declarou que a teoria da estímulo-resposta do comportamento não poderia contar para o processo de aquisição da língua, um argumento que contribui significantemente para a revolução da psicologia cognitiva. A teoria dele diz que " Seres humanos estão de certa forma feitos para entender uma língua, atribuindo uma forma de definir uma forma desconhecida de mecanismos".
Com esse contexto, Albert Bandura estuda o processo de aprendizado que ocorreu que forma interpessoal em contextos que não são adequadamente explicados pela Teoria da  condição operante ou existente de modelos da aprendizagem social . Especificamente, Bandura argumenta que "A fraqueza do aprendizado apoia na ideia que desconta a influência de variáveis sociais que são mais reveladas que os tratamentos de aquisição de novas respostas.

## Processos cognitivos
Deste modo, estão presentes quatro processos cognitivos que podem estabelecer a influência de aprendizagem sobre um indivíduo:

#### Processos de Atenção
Modelos de admiração e influência que chamam atenção dos indivíduos, trazendo aprendizado de acordo com atitudes e comportamentos atraentes e frequentes, sendo importante ou semelhante para as percepções do cidadão, ou seja, é fundamental obter atenção no modelo que executa a ação a ser aprendida, neste processo, influenciam variáveis como  a intensidade do estímulo, a relevância, o tamanho, a facilidade para ser discriminada, a novidade ou a influência de frequência, abrangendo outras variáveis de modelo de execução, como o sexo, raça, idade ou a importância concedida pelo observador.

#### Processos de Retenção
Trata-se de um processos relacionado a memória. Permite que o indivíduo realize a ação mesmo que o modelo não esteja mais disponível. Sem a retenção, o aprendizado sobre o comportamento não estará estabelecido, e pode ser necessário retornar à observação do modelo novamente uma vez que o indivíduo não registrou suficientemente a informação sobre o comportamento.

#### Processos de Reprodução Motora
Modelo que consiste no comportamento percebido e reproduzido, isto é, a manifestação de ação assimilada, associado à auto-observação e auto avaliação. Para isso, o indivíduo deve dispor das habilidades básicas para realizar o comportamento a ser aprendido e ter componentes essenciais dentro de um repertório de condutas.

#### Processos de Reforço
São ações relacionadas à motivação e recompensas para o indivíduo. Os comportamentos positivos recebem mais atenção e são adquiridos e desenvolvido com mais frequência.
Desta maneira, o ser humano está em condições de aprender novos comportamentos sem praticá-los, isto é, ao observar modelos, pode-se compreender o que eles desempenham.

## Importância da Teoria[10]
A importância de se aprender um comportamento por meio de situações de contextos específicos e, também, a importância da recompensa para a alteração ou permanência de determinado comportamento. Enfatiza a terapia como a aprendizagem de novos padrões de comportamento.
O aprendizado seria excessivamente trabalhoso, para não mencionar perigoso, se as pessoas dependessem somente dos efeitos de suas próprias ações para informá-las sobre o que fazer. Por sorte, a maior parte do comportamento humano é aprendida pela observação através da modelagem. Pela observação dos outros, uma pessoa forma uma ideia de como novos comportamentos são executados e, em ocasiões posteriores, esta informação codificada serve como um guia para a ação." (Bandura, 1977, p. 22)

## Aplicações da Teoria
A teoria da aprendizagem social vem sendo utilizada em diferentes aplicações nos mais variados campos de conhecimento. Por exemplo, muitos pesquisadores estão aplicando a teoria para estudar projetos de sustentabilidade. A aprendizagem social para a sustentabilidade envolve o engajamento de partes interessadas, mudança de atitude, habilidades para lidar com conflitos, etc. (Silva-Jean e Kaneipp, 2024).